# Франческо Боффо
Франческо Карло Боффо, русифікована версія Франс Карлович Боффо (1796, Сардинія, Італія — 10 листопада 1867, Херсон, Російська імперія) — італійсько-російський архітектор, представник пізнього стилю класицизму.

## Біографія
Франческо Боффо народився у 1796 року в Італії. У 1820—1861 жив і працював в Одесі.
У 1823 за його проєктом у місті Таганрог побудовані кам'яні сходи, що з'єднували вулиця вулицю Грецьку з набережною.
Здійснював будівництво великої кількості споруд у Одесі, парадних і представницьких ансамблів і будинків у центральній частині Одеси.
Займався наглядом за спорудженням значних будівель виконаних за проєктами інших архітекторів (переважно столичних): Воронцовський палац, будинок Присутніх місць на Приморському бульварі (проєкт арх. А. И. Мельникова, 1826), Потьомкінські сходи (1841), будинок біржі (1828—1834 проєкт імовірно Г. І. Торічеллі), Палац генерал-губернатора Воронцова (1826).
Одним з перших почав забудовувати місто дохідними, багатоповерховими будинками. Будинок по вул. Італійської, 6 (1835) — найстарший «висотний» будинок міста.
Збереглося більше 30 будинків, створених зодчим Боффо. Серед них: Італійська, 3 (1830-ті), Садова, 1 (1847), Святослава Караванського, 39 (1836), Грецька, 35 (1832), провулок Театральний, 8 (1844) — власний будинок Ф. Боффо.
За його проєктом (1843) в Таганрозі побудовано новий кам'яний двоповерховий будинок класичної гімназії.
У 1865 став одним із засновників Одеського товариства красних мистецтв.
Помер 10 листопада 1867 у Херсоні. Похований в Одесі, на Першому християнському цвинтарі (цвинтар знищений у 1930).

## Проєкти в Одесі
- Тюремний замок (1821—1824),
- Лютеранська церква св. Павла в торці вул. Всеволода Змієнка, вздовж Ямської (1824—1828, пізніше перебудована архіт. Г. Шеврембрандтом),
- Будинок градоначальника на розі вулиць Рішельєвської і Ланжеронівської (1826—1828, не зберігся, проєкт фасаду приписується А. Мельникову),
- Ансамбль Миколаївського Приморського бульвару в Одесі.
- Ансамбль напівкруглої площі на Приморському бульварі, який складається з двох напівциркульних будівель, присутствених місць та будинку Завадовського, а також пам'ятника Дюку Рішельє. Комплекс побудований у 1826—1830 роках у співавторстві з Аврамом Мельниковим.
- Стара біржа на фланзі Приморського бульвару (1829—1834),
- Міські (Потьомкінські) сходи в Одесі.
- Інститут шляхетних дівчат з огорожею, брамою і великим садом за колишньою межею порто-франко (1829—1833),
- Поліцейський будинок зі службами на розі вулиць Преображенської і Поліцейської (1830),
- Єврейське училище на вул. Поштовій (1835, не збереглось),
- Училище лютеранської громади біля церкви Святого Павла (1841),
- Рішельєвська гімназія на розі вулиць Садової № 1-а й Торгової (1843).
- Дзвіниця Спасо-Преображенського собору (1827—1831, проєкт Ф. Шестакова і Дж. Фраполлі).
- Будинок з крамницями Жебрака на розі вул. Єврейської № 47, проспекту Українських Героїв| № 13 і Покровського провулка № 6 (1830-ті роки). Зараз пам'ятка архітектури.
- Палац Воронцова в Одесі.
- Палац Шидловського на Приморському бульварі № 9 (1830),
- Палац князя Лопухіна на Приморському бульварі № 11 з альтанкою на схилах (1835, перебудований архіт. Ю. Дмитренком в «Лондонський» готель),
- Палац Майюрова на Приморському бульварі № 13 (1830-і роки),
- Палац Фука на Приморському бульварі № 15 (перебудований для іншого власника архіт. Ф. Моранді),
- Палац Сікарда на вул. Садовій (1843),
- Палац Лехнера біля Херсонської застави.
- Житловий будинок Лучича (1827),
- Житловий будинок Россолімо на Військовому форштадті (1828),
- Житловий будинок Фраполлі на вул. Дерибасівській № 13 (1828, зберігся частково),
- Житловий будинок з магазейном Маразлі на вул. Московській (1828),
- Житловий Фундуклея на вул. Торговій № 17 (поч. 1820-х років, перебудований Д. Мазировим),
- Особняк Фундуклея на вул. Приморській (1830),
- Житловий будинок Копша на вул. Канатній (1830),
- Житловий будинок Кушнєрьова на розі вулиць Поштової і Польської (1832),
- Багатоквартирний будинок Фери і Савина на вул. Польській № 19 (1832),
- Житловий будинок Ржевуської на вул. Грецькій № 23 (1832),
- Житловий будинок Тальянського на розі вулиць Італійської № 11 і Грецької № 11 (1834),
- Житловий будинок Єлізарова на вул. Преображенській (1834),
- Житловий будинок Магуліна (1834),
- Житловий будинок Іспара на вулиця вул. Успенській (1835),
- Житловий будинок Ремера на вул. Грецькій № 14 між Італійською і Польською (1835),
- Житловий будинок Филіпаккі на вул. Грецькій № 35 (1835),
- Житловий будинок Ягницького на розі вулиць Дерібасівської та Італійської / пізніше Пушкінській № 6 (1835),
- Житловий будинок Маразлі на розі вулиць Ланжеронівської та Італійської / пізніше Пушкінській № 2 (1835),
- Житловий будинок Ейпарда на вул. Рішельєвській (1835),
- Житловий будинок Портнової у VIII кварталі 1-ї частини міста (1835),
- Житловий будинок Булеакова (1835 p.),
- Житловий будинок Маймакулова (1835),
- Житловий будинок Фендермайера (1835),
- Будинок Бражинського на вул. Херсонській № 1 (1835),
- Житловий будинок на розі вулиць Херсонської № 11, Ольгіївської і провулка Софіївського / тепер Ляпунова (1835),
- Житловий будинок Васькової на вул. Рішельєвській (1836),
- Житловий будинок Ягницького на вул. Преображенській (1836),
- Житловий будинок Жерболіні на розі Ланжеронівського узвозу № 1 і Польського № 6 (1841),
- Житловий будинок Трушевського на розі вулиць Троїцької № 30 і Рішельєвської (1841),
- Житловий будинок Ількевича на пл. Митній (1842),
- Власний багатоквартирний будинок на провулку Театральному № 8 (1844),
- Житловий будинок Дмитрієва на вул. Рішельєвській № 38 (1845),
- Житловий будинок Гіорорта на вул. Канатній (1845),
- Власний магазейн для зберігання зерна на вул. Ольгіївській № 2 (1846),
- Власний зерновий магазейн на Безіменній площі / тепер Валіховському провулку (1846),
- Магазейн Стифеля на Безіменній площі (1846),
- Житловий будинок Скибра на провулку Красному (1846),
- Житловий будинок Збішевської на вул. Преображенській (1847)
- Житловий будинок Ветхра в LXIV кварталі міста (1849),
- Житловий будинок Страц на вул. Ланжеронівській № 26 (1852),
- Магазейн Федорова в Карантинній балці (1852)